# Vraignes-lès-Hornoy
 Vraignes-lès-Hornoy  es una comuna y población de Francia, en la región de Picardía, departamento de Somme, en el distrito de Amiens y cantón de Hornoy-le-Bourg.
Su población en el censo de 1999 era de 82 habitantes. Está integrada en la Communauté de communes du Sud-Ouest Amiénois .

## Demografía
| 106 | 111 | 96 | 92 | 87 | 82 |
| Para los censos de 1962 a 1999 la población legal corresponde a la población sin duplicidades (Fuente: INSEE [Consultar]) |     |    |    |    |    |